# Federico VII di Danimarca
Federico VII di Danimarca (Copenaghen, 6 ottobre 1808 – Glücksburg, 15 novembre 1863) fu l'ultimo re di Danimarca a governare da sovrano assoluto.
Regnò dal 1848 fino alla morte. Durante il regno firmò una costituzione che diede alla Danimarca un governo e rese il paese una monarchia costituzionale, con diritto di voto a tutti i maschi in età adulta. La costituzione fu siglata dopo la pacifica Rivoluzione di marzo.
Il motto di Federico era: "L'amore della nazione, la mia forza".
Federico VII riuscì a essere uno dei re danesi più amati degli ultimi secoli. Questo fu dovuto probabilmente alla sua rinuncia all'assolutismo, ma anche alla sua personalità. Nonostante molte debolezze, confermate dai suoi contemporanei, come la mitomania, l'alcolismo, l'eccentricità, aveva anche la dote dell'attore. Poteva essere schietto e sincero, apparire come sovrano semplice, ma dignitoso. Nei suoi molti viaggi attraverso la Danimarca coltivava i contatti con la gente comune. Come suo padre e suo nonno, fu membro della Massoneria.

## Biografia

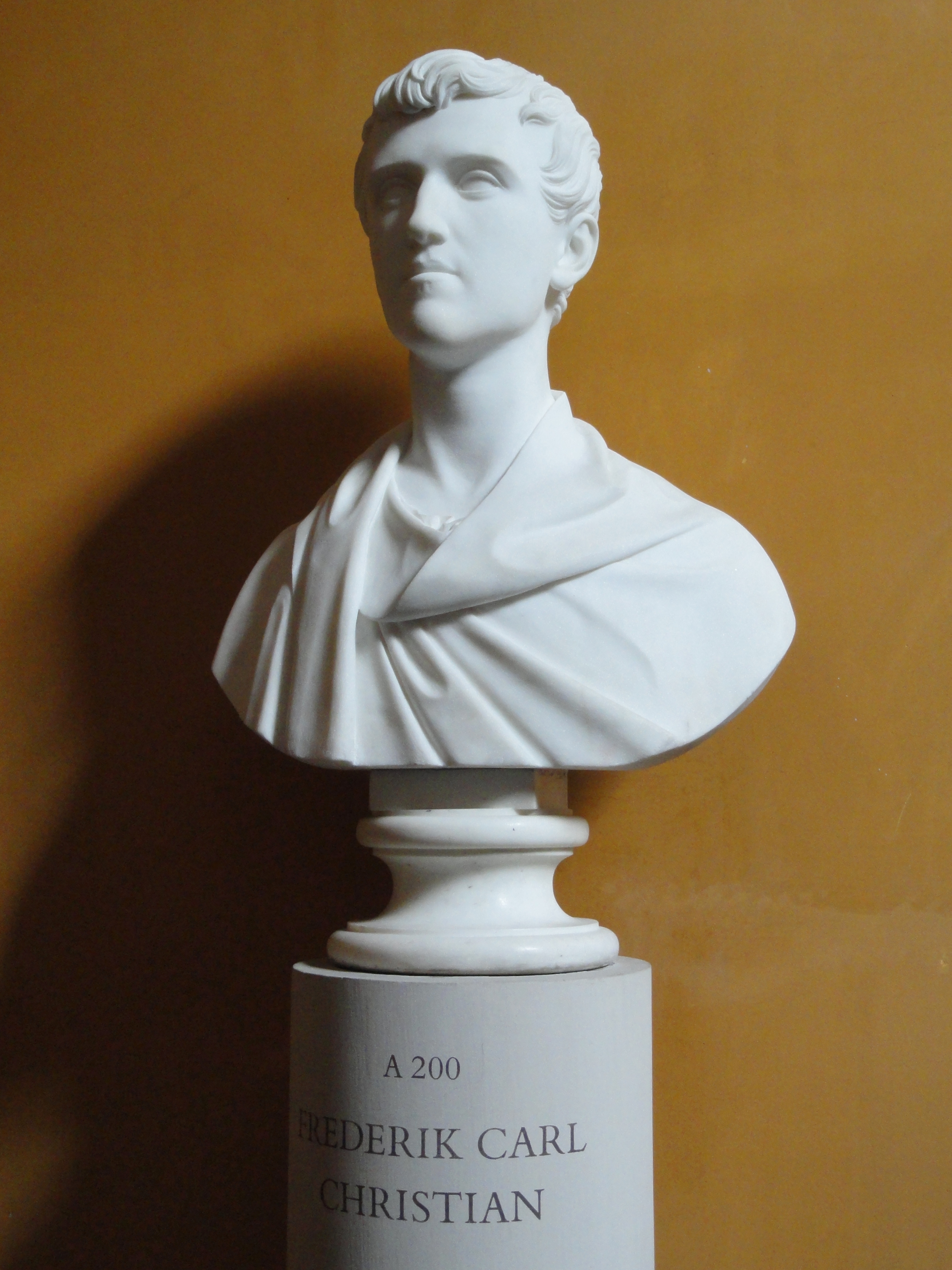
Il giovane principe Federico Carlo Cristiano in un busto di Bertel Thorvaldsen

Federico nacque nel Palazzo di Amalienborg da Cristiano VIII di Danimarca e Carlotta Federica di Meclemburgo-Schwerin. I suoi nonni materni erano Federico Francesco I di Meclemburgo-Schwerin e Luisa, duchessa di Sassonia-Gotha.

### Il regno di Federico
Federico, che fu l'ultimo sovrano della dinastia Oldenburg, ebbe un'infanzia trascurata a seguito del divorzio dei genitori. La sua gioventù fu marcata da scandali privati e per molti anni apparve come il "bambino problematico" della famiglia reale.
Quando successe al trono nel gennaio del 1848, venne quasi subito a trovarsi davanti a richieste per una costituzione. Oltre a ciò gli abitanti dello Schleswig-Holstein volevano uno stato indipendente, mentre i danesi speravano di mantenere lo Jutland meridionale come territorio danese. Il re presto cedette alle richieste danesi e in marzo accettò la fine dell'assolutismo, che produsse la prima costituzione nel giugno del 1849. Durante la prima guerra dello Schleswig contro le potenze tedesche, nel 1848-51, Federico apparve come "la guida nazionale" e venne visto quasi come un eroe di guerra, nonostante non avesse mai preso parte attiva negli scontri.
I primi due matrimoni del re (con Guglielmina Maria di Danimarca, una figlia di Federico VI, e quindi con Carolina di Meclemburgo-Strelitz), finirono entrambi tra scandali e divorzi. Nel 1850 si risposò (morganaticamente) con Louise Rasmussen (famosa in Danimarca come Contessa Danner), una semplice cappellaia ed ex ballerina che era stata per molti anni la sua amante. Questo matrimonio sembra sia stato felice, anche se sollevò grande indignazione sociale tra la nobiltà e la borghesia. La Contessa Danner, che era considerata come una volgare arrampicatrice sociale dai suoi nemici e una risoluta e genuina "figlia del popolo" dai suoi ammiratori, sembra abbia stabilizzato Federico VII e lo abbia reso una persona più sobria e bilanciata. Lavorò anche per mantenerne la popolarità, facendogli "incontrare la gente" delle province.
Durante il suo regno Federico operò nel complesso come un monarca costituzionale. Egli comunque non rinunciò del tutto ad interferire nella politica. Nel 1854 contribuì alla caduta del Gabinetto Ørsted, fortemente conservatore, e nel 1859-60 accettò un governo liberale che venne nominato su iniziativa della moglie. Durante la crisi nei Ducati del 1862-63, poco prima della sua morte, parlò anche apertamente di cooperazione militare inter-scandinava. Queste crisi minori crearono frizioni e mantennero una certa insicurezza permanente, ma non danneggiarono la sua popolarità generale. In alcuni di questi affari passò senza dubbio oltre il segno; d'altra parte la prima costituzione danese fu in qualche modo vaga riguardo ai limiti del potere reale.
Il regno di Federico fu anche l'epoca d'oro del Partito Liberale Nazionale, che fu al governo dal 1854. Questo periodo fu segnato da alcune riforme politiche ed economiche, come l'inizio della demolizione delle mura attorno a Copenaghen e l'introduzione del libero scambio nel 1857. I costanti litigi con l'opposizione riguardo alla questione dello Schleswig-Holstein e le richieste tedesche di non cercare di unire la Danimarca con lo Schleswig (Jutland Meridionale), portarono ad alcuni cambiamenti alla costituzione, allo scopo di adattarsi alla situazione della politica estera, che crearono qualche frustrazione in Danimarca. I Nazional-Liberali alla fine favorirono un corso d'azione più resistente nei confronti dei tedeschi, che portò alla seconda guerra dello Schleswig nel 1864. Il re abbracciò completamente questo corso e poco prima della sua morte improvvisa era pronto a firmare una costituzione speciale per Danimarca e Schleswig (la cosiddetta Costituzione di novembre).

### Crisi della successione

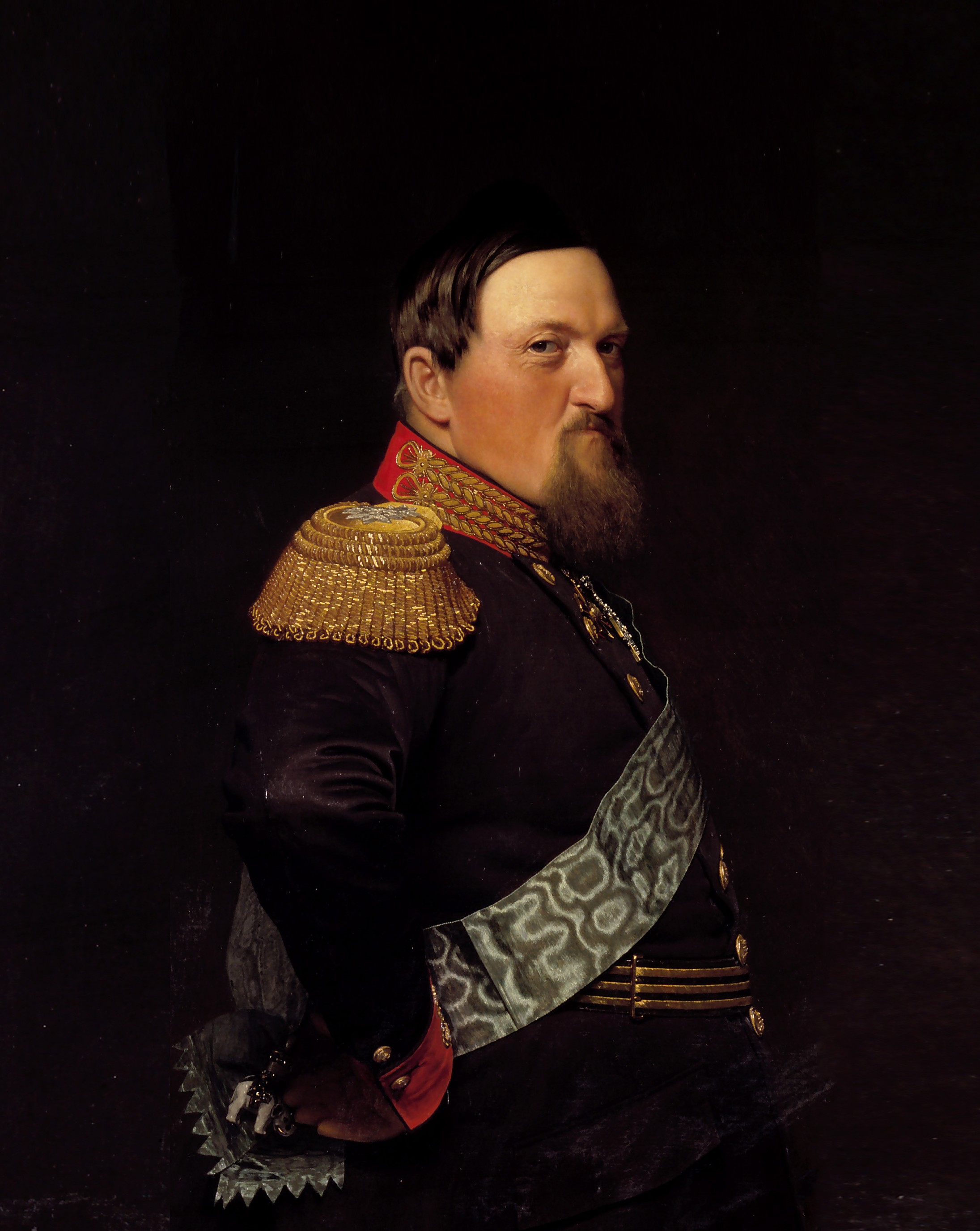
Federico VII di Danimarca in età avanzata

Federico si sposò tre volte ed ebbe numerose altre relazioni, ma era apparentemente sterile. Il fatto che raggiunse la mezza età senza aver generato un erede fece sì che il principe Cristiano di Glücksburg (1818-1906), discendente di un cugino di re Federico VI, venne scelto come suo successore nel 1852. Quando Federico morì nel 1863, Cristiano salì al trono col nome di Cristiano IX.
A causa della legge salica, la successione di Federico fu assai turbolenta: il nazionalismo che spingeva verso l'indipendenza delle parti di lingua tedesca dello Schleswig-Holstein fece sì che nessuna soluzione per mantenere i ducati uniti alla Danimarca fosse soddisfacente. I ducati venivano ereditati in base alla legge salica tra i discendenti di Helwig di Schauenburg, primo dei quali, dopo lo stesso Federico, era Federico, duca di Augustenburg (che si autoproclamò duca di Schleswig-Holstein dopo la morte di Federico VII). Questo Federico von Augustenburg era diventato il simbolo del movimento nazionalista di indipendenza tedesca nello Schleswig-Holstein, dopo che suo padre in cambio di denaro aveva rinunciato alle sue pretese come primo in linea per ereditare i ducati gemelli di Schleswig e Holstein, secondo il Protocollo di Londra dell'8 maggio 1852 che aveva concluso la prima guerra dello Schleswig. A causa della rinuncia del padre, Federico non era considerato eleggibile alla successione.
Anche la Danimarca era sotto la legge salica, ma solo tra i discendenti di Federico III (che fu il primo monarca ereditario di Danimarca, in quanto prima di lui il regno era stato ufficialmente elettivo). La discendenza agnatica di Federico III si estinse con la morte di Federico VII e, a quel punto, la legge di successione promulgata da Federico III prevedeva una successione "semi-salica". Esistevano comunque diversi modi alternativi di interpretare a chi la corona dovesse passare, dato che le condizioni non erano completamente chiare sul fatto se dovesse essere la parente donna più stretta a ereditare o altri. La questione venne risolta con un'elezione e una legge separata a conferma del nuovo successore.
Le parenti donne più prossime a Federico VII erano le figlie della zia paterna, Luisa, che aveva sposato un langravio cadetto dell'Assia. Comunque, esse non erano discendenti agnatiche della famiglia reale, e quindi non eleggibili a succedere nello Schleswig-Holstein. L'erede dinastica femminile secondo l'originale primogenitura da Federico III era la figlia senza discendenza di re Federico VI, dopo la quale l'originale primogenitura avrebbe portato a eredi di Luisa Augusta, sorella di Federico VI, che aveva sposato l'allora duca di Augustenburg. L'erede principale di quella linea era lo stesso Federico di Augustenburg, ma il suo turno sarebbe arrivato solo dopo la morte di una principessa senza figli, che nel 1863 era viva e vegeta.
Alcuni diritti appartenevano anche alla linea di Glucksburg, un ramo minore del clan reale. Anche loro erano eredi di Federico III, tramite una loro ava che era figlia di re Federico V di Danimarca, ed erano eredi agnatici eleggibili alla successione nello Schleswig- Holstein. A questa appartenevano Cristiano di Glücksburg (1818-1906) e i suoi due fratelli maggiori, il più vecchio dei quali era senza prole, mentre il secondo aveva avuto dei figli maschi.
Il principe Cristiano di Glücksburg era stato un "nipote" adottivo della coppia reale senza prole composta da Federico VI e dalla regina consorte Maria; era quindi familiare con la corte reale e le tradizioni degli ultimi monarchi danesi. Cristiano era bisnipote della regina Maria e discendente di un cugino di primo grado di Federico VI. Venne cresciuto come un danese, avendo vissuto in territori di lingua danese della dinastia reale, e non era associato al nazionalismo tedesco. Anche se questo non significava niente dal punto di vista legale, lo rendeva un candidato relativamente valido da un punto di vista danese. Come discendente agnatico minore, era eleggibile ad ereditare lo Schleswig-Holstein, ma non era il primo della linea. Come discendente di Federico III, era eleggibile a succedere al trono di Danimarca, ma non era il primo della linea, che comunque non era molto chiara.
Cristiano di Glücksburg sposò la principessa Luisa d'Assia, figlia maggiore del figlio maggiore della parente femminile più prossima di Federico VII. Il padre e i fratelli di Luisa, principi d'Assia, rinunciarono ai loro diritti in favore di Luisa e del marito. La moglie del principe Cristiano era ora la più vicina erede femminile di Federico VII.
La spinosa questione delle condizioni semi-saliche nella successione di Danimarca venne a questo punto risolta per legislazione con la scelta di Cristiano di Glücksburg, nel 1852, come successore di re Federico VII di Danimarca.
Federico VII morì nel 1863 e venne sepolto nella cattedrale di Roskilde. Cristiano salì al trono come Cristiano IX.
Nel novembre del 1863 Federico di Augustenborg rivendicò i ducati gemelli come successore di Federico VII, che era anche duca di Schleswig e Holstein. Prussia e Austria diedero il via alla Seconda guerra dello Schleswig.

## Albero genealogico
|                                              |                                 |                                                 | Genitori                                          |  |  | Nonni |  |  | Bisnonni                |  |  | Trisnonni                 |  |
|                                              |                                 |                                                 |                                                   |  |  |       |  |  | Federico V di Danimarca |  |  | Cristiano VI di Danimarca |  |
|                                              |                                 |                                                 |                                                   |  |  |       |  |  | Federico V di Danimarca |  |  | Cristiano VI di Danimarca |  |
|                                              |                                 | Sofia Maddalena di Brandeburgo-Kulmbach         |                                                   |  |  |       |  |  | Federico V di Danimarca |  |  |                           |  |
| Federico di Danimarca                        |                                 |                                                 |                                                   |  |  |       |  |  | Federico V di Danimarca |  |  |                           |  |
|                                              |                                 | Giuliana Maria di Brunswick-Lüneburg            | Ferdinando Alberto II di Brunswick-Lüneburg       |  |  |       |  |  |                         |  |  |                           |  |
|                                              |                                 | Giuliana Maria di Brunswick-Lüneburg            | Ferdinando Alberto II di Brunswick-Lüneburg       |  |  |       |  |  |                         |  |  |                           |  |
|                                              |                                 | Giuliana Maria di Brunswick-Lüneburg            | Antonietta Amalia di Brunswick-Wolfenbüttel       |  |  |       |  |  |                         |  |  |                           |  |
| Cristiano VIII di Danimarca                  |                                 | Giuliana Maria di Brunswick-Lüneburg            |                                                   |  |  |       |  |  |                         |  |  |                           |  |
|                                              |                                 | Luigi di Meclemburgo-Schwerin *                 | Cristiano Ludovico II di Meclemburgo-Schwerin *   |  |  |       |  |  |                         |  |  |                           |  |
|                                              |                                 | Luigi di Meclemburgo-Schwerin *                 | Cristiano Ludovico II di Meclemburgo-Schwerin *   |  |  |       |  |  |                         |  |  |                           |  |
|                                              |                                 | Luigi di Meclemburgo-Schwerin *                 | Gustava Carolina di Meclemburgo-Strelitz *        |  |  |       |  |  |                         |  |  |                           |  |
| Sofia Federica di Meclemburgo-Schwerin       |                                 | Luigi di Meclemburgo-Schwerin *                 |                                                   |  |  |       |  |  |                         |  |  |                           |  |
|                                              |                                 | Carlotta Sofia di Sassonia-Coburgo-Saalfeld *   | Francesco Giosea di Sassonia-Coburgo-Saalfeld *   |  |  |       |  |  |                         |  |  |                           |  |
|                                              |                                 | Carlotta Sofia di Sassonia-Coburgo-Saalfeld *   | Francesco Giosea di Sassonia-Coburgo-Saalfeld *   |  |  |       |  |  |                         |  |  |                           |  |
|                                              |                                 | Carlotta Sofia di Sassonia-Coburgo-Saalfeld *   | Anna Sofia di Schwarzburg-Rudolstadt *            |  |  |       |  |  |                         |  |  |                           |  |
| Federico VII di Danimarca                    |                                 | Carlotta Sofia di Sassonia-Coburgo-Saalfeld *   |                                                   |  |  |       |  |  |                         |  |  |                           |  |
|                                              | Luigi di Meclemburgo-Schwerin * | Cristiano Ludovico II di Meclemburgo-Schwerin * |                                                   |  |  |       |  |  |                         |  |  |                           |  |
|                                              | Luigi di Meclemburgo-Schwerin * | Cristiano Ludovico II di Meclemburgo-Schwerin * |                                                   |  |  |       |  |  |                         |  |  |                           |  |
|                                              | Luigi di Meclemburgo-Schwerin * | Gustava Carolina di Meclemburgo-Strelitz *      |                                                   |  |  |       |  |  |                         |  |  |                           |  |
| Federico Francesco I di Meclemburgo-Schwerin | Luigi di Meclemburgo-Schwerin * |                                                 |                                                   |  |  |       |  |  |                         |  |  |                           |  |
|                                              |                                 | Carlotta Sofia di Sassonia-Coburgo-Saalfeld *   | Francesco Giosea di Sassonia-Coburgo-Saalfeld *   |  |  |       |  |  |                         |  |  |                           |  |
|                                              |                                 | Carlotta Sofia di Sassonia-Coburgo-Saalfeld *   | Francesco Giosea di Sassonia-Coburgo-Saalfeld *   |  |  |       |  |  |                         |  |  |                           |  |
|                                              |                                 | Carlotta Sofia di Sassonia-Coburgo-Saalfeld *   | Anna Sofia di Schwarzburg-Rudolstadt *            |  |  |       |  |  |                         |  |  |                           |  |
| Carlotta Federica di Meclemburgo-Schwerin    |                                 | Carlotta Sofia di Sassonia-Coburgo-Saalfeld *   |                                                   |  |  |       |  |  |                         |  |  |                           |  |
|                                              |                                 | Giovanni Augusto di Sassonia-Gotha-Altenburg    | Federico II di Sassonia-Gotha-Altenburg           |  |  |       |  |  |                         |  |  |                           |  |
|                                              |                                 | Giovanni Augusto di Sassonia-Gotha-Altenburg    | Federico II di Sassonia-Gotha-Altenburg           |  |  |       |  |  |                         |  |  |                           |  |
|                                              |                                 | Giovanni Augusto di Sassonia-Gotha-Altenburg    | Maddalena Augusta di Anhalt-Zerbst                |  |  |       |  |  |                         |  |  |                           |  |
| Luisa di Sassonia-Gotha-Altenburg            |                                 | Giovanni Augusto di Sassonia-Gotha-Altenburg    |                                                   |  |  |       |  |  |                         |  |  |                           |  |
|                                              |                                 | Luisa di Reuss-Schleiz                          | Enrico I di Reuss-Schleiz                         |  |  |       |  |  |                         |  |  |                           |  |
|                                              |                                 | Luisa di Reuss-Schleiz                          | Enrico I di Reuss-Schleiz                         |  |  |       |  |  |                         |  |  |                           |  |
|                                              |                                 | Luisa di Reuss-Schleiz                          | Giuliana Dorotea di Löwenstein-Wertheim-Virneburg |  |  |       |  |  |                         |  |  |                           |  |
|                                              |                                 | Luisa di Reuss-Schleiz                          |                                                   |  |  |       |  |  |                         |  |  |                           |  |